# Multishow ao Vivo: Ivete no Maracanã
Multishow ao Vivo: Ivete no Maracanã é o segundo álbum ao vivo e filme-concerto da artista musical brasileira Ivete Sangalo, lançado nos formatos CD em 28 de março de 2007 e DVD em 30 de abril de 2007, pelas gravadoras Universal Music e Mercury Records. Produzido para a série de trabalhos ao vivo promovida pela rede de televisão Multishow, o projeto foi gravado em 16 de dezembro de 2006 no Estádio do Maracanã, no Rio de Janeiro, reunindo um público de aproximadamente 60 mil pessoas. A produção musical da obra é assinada por Alexandre Lins; o disco conta com sucessos do catálogo anterior de Sangalo, além de algumas faixas inéditas e regravações de compatriotas como Tim Maia, Beto Barbosa, Vinicius de Moraes e Tom Jobim. Participaram como convidados os cantores Samuel Rosa, Saulo Fernandes, Durval Lelys, MC Buchecha e  Alejandro Sanz.
O trabalho recebeu revisões díspares por parte dos críticos de música; alguns teceram elogios ao desempenho da cantora na apresentação, comparando o concerto positivamente às "megaproduções internacionais" e afirmando que a artista, com esse lançamento, provava ser mais do que uma cantora de axé, sagrando-se como uma estrela pop. Algumas canções presentes no repertório, contudo, receberam avaliações negativas, sendo descritas como "chatas". Comercialmente, o projeto provou-se um sucesso, ocupando o espaço de mais comprado do país por várias semanas e obtendo duas certificações de diamante e três de platina, pela Pro-Música Brasil (PMB). Tornou-se, ainda, o DVD lançado pela Universal mais vendido no mundo em 2007. O disco foi responsável pela nona e décima indicação da musicista ao Grammy Latino, onde concorreu aos prêmios de Melhor Álbum Pop Contemporâneo em Língua Portuguesa e Melhor Vídeo Musical em Formato Longo.
A divulgação da obra deu-se através de apresentações ao vivo em programas de televisão, além da Turnê Maracanã, que durou dois anos. Dentre as faixas originárias do disco, algumas foram promovidas como músicas de trabalho; "Berimbau Metalizado", lançada em 2006 de maneira avulsa, tornou-se um sucesso comercial, listando-se no topo das mais executadas nas estações de rádio brasileiras. "Completo", gravada em estúdio e incluída como faixa bônus, foi utilizada como tema de uma campanha publicitária do banco Bradesco. Para além dessas, foram divulgados "Não Precisa Mudar" e "Deixo", incluída na trilha sonora da telenovela Sete Pecados.

## Antecedentes

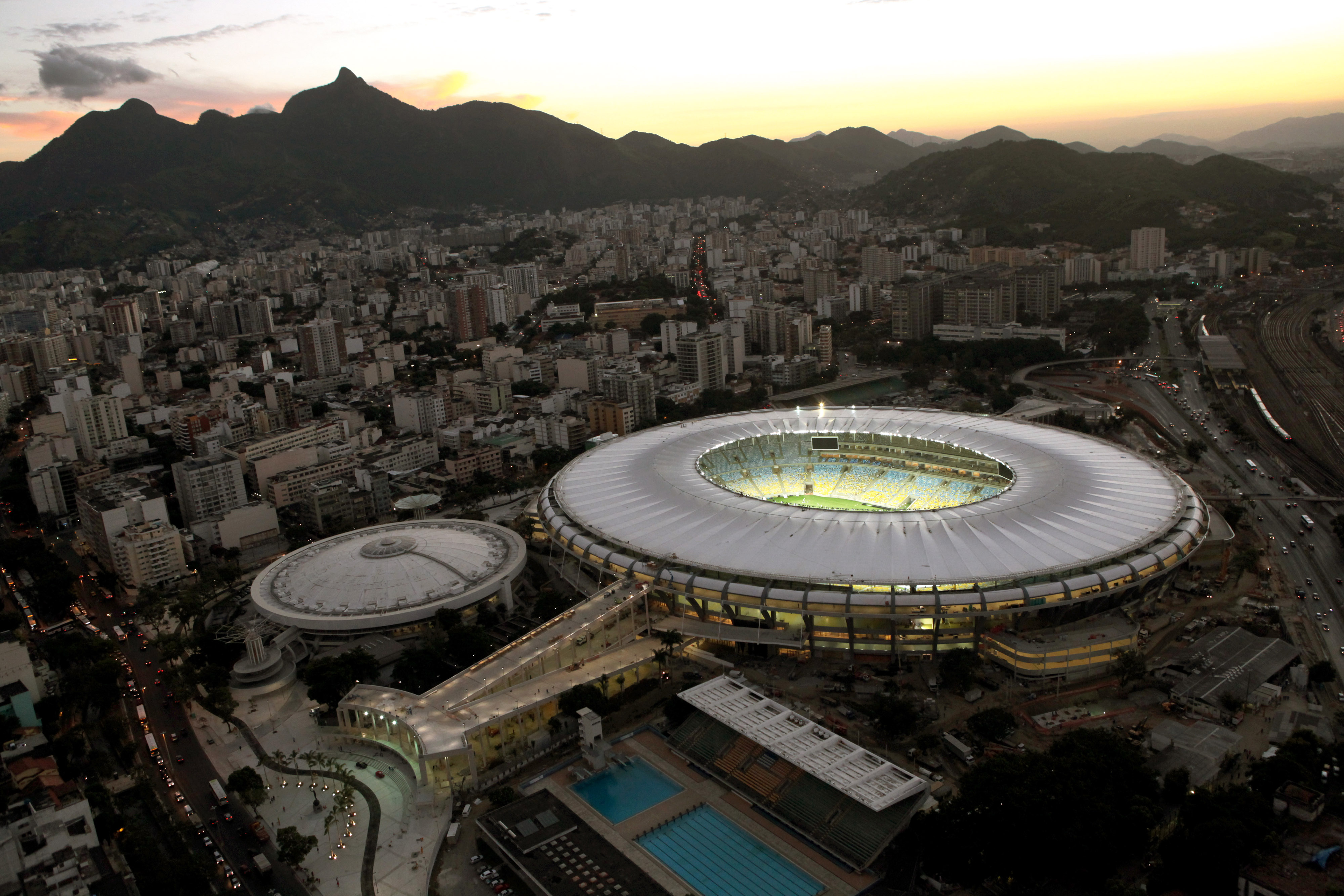
Vista aérea do Estádio do Maracanã, onde o álbum foi gravado.

O quinto álbum de estúdio de Sangalo, As Super Novas, tornou-se um sucesso comercial e vendeu mais de um milhão de cópias no Brasil, sendo, portanto, condecorado com certificação de diamante pela Associação Brasileira dos Produtores de Discos (ABPD). A artista, em divulgação ao trabalho, excursionou com a digressão Ivete Sangalo Live!, com datas totalmente dedicadas a concertos internacionais durante o primeiro semestre de 2006, percorrendo mais tarde seu país natal com a Turnê D'As Super Novas. Durante uma dessas apresentações, a cantora recebeu uma ligação do produtor musical brasileiro Max Pierre, que sugeriu a ela que gravasse seu segundo disco ao vivo no Estádio do Maracanã, no Rio de Janeiro. A princípio, a brasileira descartou a ideia, uma vez que tinha algumas dúvidas quanto ao êxito do projeto; contudo, acabou por ser convencida por seu irmão e empresário, Jesus Sangalo, aceitando a proposta e começando a conceber as primeiras ideias.
Logo após um período de negociações com a equipe responsável pelo estádio, foi decidido que a co-produção do evento ficaria a cargo da Caco de Telha, empresa de propriedade da musicista, que fechou um contrato de produção com o canal de televisão por assinatura Multishow, que demonstrou interesse pela viabilização do projeto. Com intuito de que o projeto tivesse uma estrutura inédita e de alta tecnologia, Sangalo e sua equipe recrutaram Rafael Dragaud e José Cláudio Ferreira, que ficaram a cargo do cenário; os dois apresentaram uma estrutura de palco que cobriria 22 metros de largura e 17,6 metros de profundidade. Do piso do palco para o gramado do Maracanã a altura seria de 2,2 metros e do piso do palco ao teto da estrutura, 14 metros. No fundo do palco, um telão em LED 15m X 6m – maior painel de LED já utilizado em algum show no Brasil – que projetou as imagens da apresentação, além de painéis G-Lec de tecnologia alemã de alta resolução, também usados pela primeira vez no país. A tela ao fundo por algumas vezes reproduzia a letra de algumas canções executadas; além dela, foram adicionados dois telões nas laterais, também em LED, além de uma enorme passarela ao centro. "Quero balançar o Maracanã como se fosse gol na final de Copa do Mundo, com Brasil ganhando, claro", declarou Sangalo.

## Produção
A própria Sangalo ficou responsável pela direção artística e musical do show, que tem a produção musical assinada por Alexandre Lins, parceiro de longa data da cantora na produção de seus discos. A Banda do Bem, que acompanha a cantora em suas turnês, ficou responsável pelos novos arranjos. Antes da divulgação do show, alguns veículos de imprensa cogitavam que a cantora viria a gravar seu segundo álbum ao vivo em Salvador, assim como o primeiro. No entanto, a informação foi posteriormente desmentida. Logo após, confirmou-se a realização do evento no Estádio do Maracanã; o evento estava inicialmente programado para ocorrer em 16 de setembro de 2006, porém não obteve autorização da Superintendência de Desportos do Estado do Rio de Janeiro, uma vez que já havia sido agendada a realização de uma partida de futebol no local aquele dia. Após uma série de datas serem cogitadas, 16 de dezembro próximo ficou decidido como a data definitiva do evento; os ingressos começaram a ser vendidos no dia 13 de novembro. Diversos artistas, após o anúncio, conformaram a sua participação no projeto, entre eles os compatriotas Samuel Rosa, Saulo Fernandes, Durval Lélys, Buchecha e o espanhol Alejandro Sanz, única participação internacional. O critério de escolha para os convidados, segundo a cantora, se pautou em artistas que tivessem ligação com ela e sua música. Durante a passagem da banda irlandesa U2 no Brasil em 2006, a cantora convidou
Bono Vox, vocalista do grupo, para participar do show; porém, devido a uma incompatibilidade de agenda, Vox não pôde aceitar a parceria.
Sangalo selecionou cerca de 30 figurinos e um repertório que combinaria os maiores sucessos de sua carreira solo, seis canções presentes no seu último registro de estúdio As Super Novas, seis canções totalmente inéditas e seis regravações. Depois de de um período de aproximadamente três meses de ensaios, o concerto foi realizado e gravado no dia 16 de dezembro de 2006, no Estádio do Maracanã, na cidade do Rio de Janeiro, reunindo um público de aproximadamente 60 mil pessoas; o espetáculo inciou-se às 21h30, no horário de Brasília. Por volta da 00h20, quando já tinham se passado quase três horas, um problema técnico derrubou o som e interrompeu a imagem dos telões. Sangalo, com bom humor, pediu paciência ao público e, quando o problema foi resolvido e a banda já se posicionava para voltar a tocar, a artista cantou algumas músicas da cantora e apresentadora Xuxa, que acabaram por não ser incluídas na edição final do álbum. Durante toda a apresentação, Ivete teve de repetir apenas uma composição, "Flor do Reggae". A gravação foi concluída por volta da primeira hora de domingo; no total, Sangalo apresentou trinta músicas, das quais 28 foram incluídas na versão em vídeo.

## Sinopse e composição
"Não quero perder o rótulo de cantora de axé nunca. O show não mudou em nada minha maneira de ver a minha música. O que mudou é saber que temos o poder de ter as ideias e executá-las, como fizemos. Mais do que no início da carreira, cada vez mais tento me aproximar da música da Bahia. É o sentimento do mundo, a música do mundo, que movimenta os corações do mundo inteiro."

—Sangalo, em entrevista ao jornal Zero Hora, sobre a sonoridade de seu trabalho e sua aproximação à música baiana.
O show se inicia com com o instrumental da canção "Never Gonna Give You Up" ao fundo; Sangalo, sob uma moto preta, entra no palco, que, com ajuda dos telões, causava impressão de fogo. A artista usa os cabelos soltos e lisos e veste um macacão, luvas pretas e uma enorme bota de salto agulha, inspirado no traje usado pela personagem Mulher Gato, das histórias do Batman. Logo em seguida, cantou "Abalou", contida em seu álbum anterior, As Super Novas (2005), uma faixa que une funk com elementos da música dance. Antes mesmo de encerrar o primeiro número, a manga esquerda do casaco descosturou-se, não resistindo à apresentação da segunda música, "Festa", do disco homônimo, que, em termos sonoros, une o funk ao pop. Em seguida, convocou a plateia a dar "o grito de guerra mais lindo do Brasil e do mundo", com a música "Sorte Grande", faixa de seu quarto trabalho, Clube Carnavalesco Inocentes em Progresso (2003). O próximo número é uma regravação da música "Não Quero Dinheiro (Só Quero Amar)", de Tim Maia. Depois disso, a cantora sai do palco, para onde retorna acompanhada pelos bailarinos, que descem as escadas ao fundo do palco, reproduzindo movimentos de uma macha, com um figurino que combina quepe, minissaia e decote. Nesse bloco, as canções dão ênfase ao samba-reggae, sendo elas "Berimbau Metalizado", single lançado por Sangalo em 2006, e "Flor do Reggae", contida originalmente no álbum MTV ao Vivo (2004). O primeiro convidado da noite, Samuel Rosa, se junta a Sangalo no palco para a realização da faixa "Não Vou Ficar", retrabalhada em sonoridade samba-reggae e interpretada originalmente por Tim Maia.
A nona faixa do álbum, "Ilumina", também originária de As Super Novas, é sucedida pelas inéditas "Não Me Conte Seus Problemas" e "Não Precisa Mudar", sendo a última um dueto com Saulo Fernandes, vocalista da Banda Eva. O próximo número a ser apresentado, "Corazón partío", com o espanhol Alejandro Sanz, é interpretada originalmente apenas por Sanz, sendo inclusive parte de seu disco Más, lançado em 1997. Aqui, é retrabalhada com a sonoridade do samba-reggae, mas mantém-se a letra totalmente em castelhano. Neste momento, Sangalo usa um micro branco, tomara-que-caia, tendo na saia os desenhos das calçadas de Copacabana. A décima quarta faixa, "Sá Marina", é um bolero, anteriormente gravado no primeiro disco da cantora, que levava seu nome; trata-se de uma regravação do cantor Wilson Simonal, que interpretou-a originalmente em 1968, para seu disco Alegria Alegria Vol. 2. A lambada toma tons mais claros na inédita "Dengo de Amor", assim como no medley de "Chorando Se Foi" e "Preta", de Beto Barbosa; a primeira já tinha sido incluída no último trabalho de Sangalo. As músicas que seguem também são canções de seu catálogo anterior; "Céu da Boca" está presente no álbum MTV Ao Vivo (2004), e "Bota Pra Ferver" no seu primeiro lançamento. A última conta com a participação de Durval Lelys, vocalista da banda Asa de Águia, que é o autor da canção, tendo inclusive gravado-a com o grupo para um de seus projetos. Lelys aparece no palco tocando guitarra.
Na parte romântica da apresentação, Sangalo surge trajando um vestido branco, sentada em cima de  um piano tocado por Damés Venâncio, em meio a uma introdução cheia de trovoadas e relâmpagos, para cantar a balada pop "Quando a Chuva Passar". Em seguida, sobe numa espécie de guindaste e vai ao meio da plateia para cantar "Se Eu Não Te Amasse Tanto Assim". Ao fim, a artista é ovacionada pelo público e chora. Ela emenda com uma regravação de "Eu Sei que Vou Te Amar", de Tom Jobim e Vinícius de Moraes. Na inédita "Deixo", a cantora aparece em um traje branco e vaporoso, com gaivotas ao redor, enquanto toca uma guitarra que contrasta com o clima romântico pop; ao final da canção, a brasileira é descida por um elevador subterrâneo. Depois disso, o clima de baile funk toma conta do palco; a essa altura, Sangalo reaparece utilizando uma calça justa e camiseta com purpurinas. Na apresentação do medley das canções "Nosso Sonho / Conquista", originalmente gravado pela dupla de funk melody brasileira Claudinho & Buchecha, o último participa, apresentando-se com a compatriota. Para além disso, incluiu-se "Poder", que faz parte do último registro de estúdio da artista, no pot-pourri. Um compilado contendo "País Tropical", de Jorge Ben Jor, "Arerê", regravação da Banda Eva, e interpolações de "Taj Mahal", de Ben Jor, encerram o concerto e, portanto, o disco.

## Lançamento e divulgação

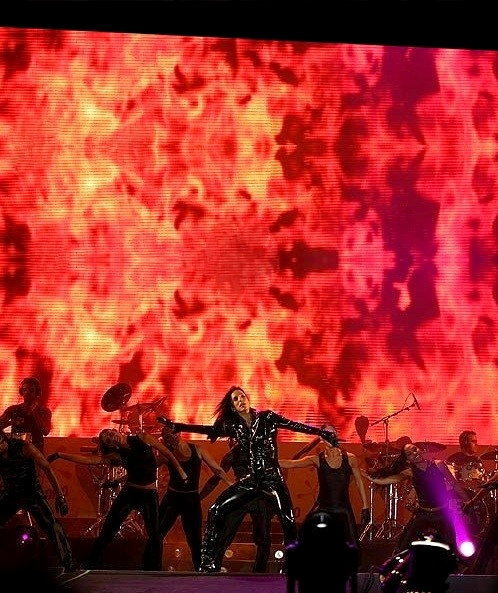
Sangalo apresentando-se em 2007, durante a passagem da Turnê Maracanã por Natal, Rio Grande do Norte.

Multishow ao Vivo: Ivete no Maracanã foi transmitido na íntegra pelo Multishow pela primeira vez em 21 de abril de 2007, às 21h45. O disco foi oficialmente lançado em CD no dia 28 de março, e o DVD chegou às lojas em 30 de abril. A capa, fotografada por Marcos Hermes e Nino Andrés, mostra Sangalo "em momento do show, no palco, com os cabelos soltos e vestindo um macacão preto de maneira em que se podem observar ao fundo pontos de luz, como se estivesse gravitando entre as estrelas, ao mesmo tempo em que se torna a maior delas – a estrela solar", consoante análise de Marilda Santanna, professora da Universidade Federal da Bahia (UFBA).
Para promover o lançamento de Multishow ao Vivo: Ivete no Maracanã, Sangalo embarcou em uma agenda de divulgação, apresentando-se em vários programas de televisão. No mês de abril de 2007, a cantora esteve presente no Domingão do Faustão, onde interpretou algumas faixas do trabalho, como "Deixo", "A Galera", "Não Me Conte Seus Problemas" e "Sá Marina", além de algumas canções de seu catálogo anterior. No dia 28 do mesmo mês, foi exibida a participação da musicista no Altas Horas; na ocasião, cantou as canções "Nosso Sonho" e "Conquista" ao lado de Buchecha, além de "Berimbau Metalizado" e "Deixo". Um dia depois, Ivete esteve no dominical Tudo é Possível, tocando as composições "Berimbau Metalizado" e "Deixo", além de participar de alguns quadros da atração. No dia 20 de maio, deu uma entrevista à jornalista Marília Gabriela, que foi televisada como parte do programa Marília Gabriela Entrevista; na oportunidade, discorreu sobre o projeto e sobre maternidade, dentre outros temas. No Caldeirão do Huck de 28 seguinte, Sangalo deu voz a várias canções do álbum, incluindo "Não Precisa Mudar" ao lado de Fernandes. Em 8 de junho, foi ao ar a participação da musicista no Domingo Legal, na qual foi entrevistada por Gugu Liberato e cantou "Berimbau Metalizado" e "Ilumina". Em 21 daquele mês, ela compareceu ao programa Viva a Noite, comandado por Gilmelândia, onde promoveu o álbum cantando diversas canções do mesmo. Já no Hoje em Dia, de 11 de julho, cozinhou com o apresentador Edu Guedes, foi entrevistada pelos demais apresentadores e apresentou-se com "Berimbau Metalizado", "Deixo" e obras antigas. Três dias depois, esteve presente n'O Melhor do Brasil; na atração, Sangalo deu voz a "Berimbau Metalizado", "Deixo", "Ilumina" e à regravação "Não Quero Dinheiro (Só Quero Amar)", além de participar de quadros do programa. No dia 27, do mesmo mês, compareceu ao Programa do Jô e tratou sobre a experiência de gravação do disco com Jô Soares, além de interpretar "Deixo". Em 5 de agosto, participou do quadro Homenagem ao Artista, do programa de Raul Gil, no qual jovens calouros apresentaram as maiores faixas da carreira da artista; na ocasião, "Deixo", "Berimbau Metalizado" e "Ilumina" foram apresentadas, além de repertório antigo.

### Turnê
Para promover ainda mais o álbum, Sangalo embarcou na Turnê Maracanã, inspirada na apresentação do álbum, que percorreu todo o Brasil por dois anos e  iniciou-se em março de 2007. O repertório da digressão foi inteiramente baseado no mesmo da gravação do disco Ivete no Maracanã, trazendo seus sucessos e inéditas, além das versões de "Não Vou Ficar" e "Não Quero Dinheiro (Só Quero Amar)", de Tim Maia, "Corazón partío", de Alejandro Sanz, "País Tropical" e "Taj Mahal", de Jorge Ben Jor, "Sá Marina", de Wilson Simonal, e "Preta", de Beto Barbosa. Em relação à estrutura, contudo, a artista disse não tentar replicar a proporção do espetáculo no Maracanã, uma vez que seria impossível fazê-lo em todos os lugares que visitasse; "Eu sou uma artista popular. Não quero inviabilizar a apresentação em um lugar mais distante ou menor por causa de cenário, de luz... A única coisa que eu quero é um som bom", disse em entrevista ao jornal O Globo.
Em 23 de julho de 2007, foi anunciado que sua agenda já estava lotada de shows até o final de 2008 em todo o Brasil; de acordo com a equipe da artista, apenas ocasiões especiais teriam a possibilidade de serem encaixadas. Nesta época, Sangalo já recebia o maior cachê de shows do país, em torno de 200 mil reais, para além de 31 passagens de avião para seus funcionários. No dia 30 de maio de 2008, a cantora se apresentou no Rock in Rio Lisboa, em Portugal, partindo para uma série de outros shows pela Europa logo depois. Em outubro, Sangalo teve de interromper a divulgação durante algumas semanas, por ter sofrido um aborto espontâneo depois de seis semanas de gestação. Durante o Carnaval de 2009, estreou-se seu novo single, "Cadê Dalila", que estaria presente em seu próximo álbum.

## Recepção

### Crítica profissional
| Críticas profissionais | Críticas profissionais |
| Avaliações da crítica  | Avaliações da crítica  |
| Fonte                  | Avaliação              |
| ---------------------- | ---------------------- |
| Allmusic               | [ 58 ]                 |
| DVD Magazine           | [ 59 ]                 |
| Pílula Pop             | (40/100)               |

Após seu lançamento, Multishow ao Vivo: Ivete no Maracanã recebeu revisões díspares por parte dos críticos de música; alguns teceram análises comparando-o positivamente às "megaproduções internacionais" e afirmando que Sangalo, com o trabalho, prova ser mais do que uma cantora de axé, sagrando-se como uma estrela pop. Contudo, algumas faixas presentes no repertório receberam avaliações negativas, sendo adjetivadas de "chatas". O crítico Mariano Prunes, do banco de dados AllMusic, foi positivo em sua revisão, dando três estrelas e meia de um total de cinco ao disco, escrevendo que o desempenho da brasileira no palco "não deixaria ninguém invejoso dos megaconcertos oferecidos no Rio por Madonna, Michael Jackson e Rolling Stones". Prunes adicionou que "há algo para todo mundo: axé, reggae, funk, pop, e um inevitável número de balada lenta, todos executados por uma banda firme (...) mas que é ofuscada pelo carisma monstruoso de Sangalo". Dizendo, ainda, que a cantora era um espetáculo por si só, ele concluiu que: "Sangalo queima pelo repertório com seu entusiasmo característico e seu magnetismo infeccioso (...) é uma festa feita para mandar todo mundo pra casa feliz e morto de cansaço de tanto cantar e dançar".
Erika Azevedo, do jornal O Globo, avaliou que "o resultado é tecnicamente irrepreensível, digno de qualquer grande estrela da música (...) pela primeira vez um artista brasileiro investiu realmente numa superprodução audiovisual", além de elogiar a edição "ágil e bem cuidada, preocupada em mostrar a grandiosidade do espetáculo" e o cenário "gigantesco e de alta tecnologia"; ao dizer que o trabalho é prova de que a artista não se encaixa mais somente no título de "musa do axé", ela conclui: "Não precisa gostar do trabalho da cantora para entender porque ela é capaz de levar 50 mil pessoas ao Maracanã e fazê-las cantar suas músicas em uníssono: Ivete é uma pop star e sabe o poder que tem". Em uma avaliação mista da obra, Jamari França, outro jornalista d'O Globo, analisa que o DVD consagra a cantora como o que chamou de "prozac musical"; contudo, classificou o dueto "Não Precisa Mudar" como "sem graça toda vida", além de descrever os vocais de Durval Lelys como "voz descolorida". Já em "Corazón partío", com Alejandro Sanz, os intérpretes se "mostram azeitados numa canção chatinha", para França, que foi mais favorável ao dueto com Samuel Rosa, escrevendo que ele "se sai melhor". "O restante do repertório", escreve, "é de natureza celebratória-carnavalesca dentro da ideologia dela de dar circo às massas, convocadas a pular, sair do chão e subir".
Robson Candêo, do portal DVD Magazine, ao avaliar a qualidade técnica do DVD, foi positivo, afirmando que as imagens estavam "excelentes e nítidas", que as cores eram "bem definidas" e o som "perfeito"; a respeito do show, classificou-o como "excelente (...) com uma produção impecável; vai ser difícil achar quem não goste". Escrevendo para o portal Pilula Pop, Rodrigo Ortega deu nota 40 ao álbum, numa escala que vai até 100. Comparando as vocalizações de Sangalo em faixas como "Abalou" às de artistas como Mariah Carey, Ortega escreve que a brasileira parece "quase uma diva" e afirma que os gritos de "Ahá, uhú, o Maraca é nosso", no início do registro em vídeo, são o "jogo mais previsível que já se viu no Maracanã". O jornalista foi negativo em relação às regravações presentes, dizendo que "[Sangalo] é uma das únicas cantoras do Brasil que não precisa apelar para músicas como 'Não Quero Dinheiro', 'Não Vou Ficar' e 'País Tropical'. Mesmo assim, ela apelou". Thiago Ney, jornalista da Folha de S.Paulo, analisando o espetáculo após a transmissão do Multishow, adjetivou-o de "muito frio, burocrático, certinho demais", citando a reapresentação de "músicas que não tinham ficado boas" durante o evento, o que não fez parte da edição apresentada na TV e lançada comercialmente.

### Reconhecimento
O álbum rendeu à artista dois Prêmios Multishow de Música Brasileira em 2007, consagrando-se vencedor nas categorias Melhor CD e Melhor Show; no ano seguinte, levou o troféu de Melhor DVD, recebido no palco por Sangalo e Mazzucchelli. Também recebeu duas indicações ao prêmio Grammy Latino, nas categorias de Melhor Álbum Pop Contemporâneo Brasileiro e Melhor Vídeo Musical em Formato Longo; na primeira, perdeu para Acústico MTV, de Lenine, enquanto que a segunda condecoração foi recebida por MTV Unplugged, de Ricky Martin. Para além disso, a canção "Berimbau Metalizado" também recebeu uma indicação ao troféu de Melhor Canção Brasileira, entregue a "Não Me Arrependo", de Caetano Veloso.

## Singles
"Berimbau Metalizado" foi originalmente distribuído de forma digital em 1 de novembro de 2006, como primeiro single de Ivete no Maracanã. A composição obteve sucesso comercial, conquistando o topo das mais executadas das estações de rádio brasileiras e recebendo um certificado de disco de diamante pela Pro-Música Brasil, ao vender mais de 500 mil unidades no Brasil. "Deixo" foi lançada como a faixa de trabalho seguinte do álbum, em 1 de março de 2007. Um êxito comercial, qualificou-se na segunda posição entre as mais tocadas nas rádios. Foi, ainda, incluída na trilha sonora da telenovela Sete Pecados, como tema do casal Dante (Reynaldo Gianecchini) e Clarisse (Giovanna Antonelli). Como o terceiro e último foco de promoção do registro, lançou-se "Não Precisa Mudar". Em comparação com os anteriores, alcançou uma repercussão mais moderada nas rádios, mas ainda listou-se entre as dez mais executadas. Segundo dados do Ecad obtidos pela Folha de S.Paulo, a canção foi a décima mais reproduzida no Brasil durante o ano de 2008; "A Galera", outra canção presente em Ivete no Maracanã, fechou no sexto lugar. Apesar de não ter sido lançado como single, "Completo" foi usada, em janeiro de 2007, como tema de uma campanha publicitária do banco Bradesco. A empresa enviou a faixa para nove rádios brasileiras, inclusive a CBN; sua execução se dava com um locutor anunciando o "Momento Ivete", e, após a reprodução, o ouvinte era convidado a acessar o site do banco e fazer o download da canção.

## Alinhamento de faixas
| Multishow ao Vivo: Ivete no Maracanã – Edição em CD |                                                                      | |         |  |
| N.º                                                 | Título                                                               | Compositor(es)                                                                                         | Duração |  |
| 1.                                                  | "Never Gonna Give You Up" (Instrumental) / "Abalou"                  | Kenneth Gamble Leon Huff Jerry Butler Ivete Sangalo Gigi                                               | 5:56    |  |
| 2.                                                  | "Não Quero Dinheiro (Só Quero Amar)"                                 | Tim Maia                                                                                               | 2:46    |  |
| 3.                                                  | "Berimbau Metalizado"                                                | Doria Miro Almeida Duller                                                                              | 4:03    |  |
| 4.                                                  | "Corazón partío" (com participação de Alejandro Sanz)                | Alejandro Sanz                                                                                         | 4:59    |  |
| 5.                                                  | "Ilumina"                                                            | Sérgio Passos Jorge Papapá Edu Casanova                                                                | 4:19    |  |
| 6.                                                  | "Não Me Conte Seus Problemas"                                        | Sangalo Camila San Galo                                                                                | 5:03    |  |
| 7.                                                  | "Não Precisa Mudar" (com participação de Saulo Fernandes)            | Gigi Saulo Fernandes                                                                                   | 3:50    |  |
| 8.                                                  | "A Galera"                                                           | Augusto Conceição Fábio Alcântara Elivandro Cuca Rayala Samir Trindade                                 | 3:39    |  |
| 9.                                                  | "Dengo de Amor"                                                      | Sangalo Ramón Cruz                                                                                     | 3:38    |  |
| 10.                                                 | "Chorando Se Foi" / "Preta"                                          | Ulises Hermosa Gonzalo Hermosa Chico de Oliveira Márcia Freire (versão) José Ari (versão) Beto Barbosa | 4:23    |  |
| 11.                                                 | "Bota Pra Ferver" (com participação de Durval Lélys)                 | Durval Lelys                                                                                           | 3:57    |  |
| 12.                                                 | "Quando a Chuva Passar"                                              | Cruz                                                                                                   | 4:46    |  |
| 13.                                                 | "Deixo"                                                              | Sergio Passos Jorge Papapá                                                                             | 5:53    |  |
| 14.                                                 | "Não Vou Ficar" (com participação de Samuel Rosa)                    | Maia                                                                                                   | 3:52    |  |
| 15.                                                 | "Nosso Sonho" / "Conquista" / "Poder" (com participação de Buchecha) | Buchecha Sangalo Gigi Radamés Venâncio                                                                 | 7:37    |  |
| 16.                                                 | "País Tropical" / "Arerê" / "Taj Mahal"                              | Jorge Ben Gilson Babilonia Alain Tavares                                                               | 5:09    |  |
| 17.                                                 | "Completo" (faixa bônus)                                             | Sangalo Gigi                                                                                           | 3:53    |  |
| Duração total:                                      | Duração total:                                                       | Duração total:                                                                                         | 1:17:35 |  |

| Multishow ao Vivo: Ivete no Maracanã – Edição em DVD |                                                                  | |         |  |
| N.º                                                  | Título                                                           | Compositor(es)                                                                                         | Duração |  |
| 1.                                                   | "Never Gonna Give You Up (Instrumental)" (Abertura)              | Leon Huff Jerry Butler Kenneth Gamble                                                                  | 1:10    |  |
| 2.                                                   | "Abalou"                                                         | Ivete Sangalo Gigi                                                                                     | 4:46    |  |
| 3.                                                   | "Festa"                                                          | Anderson Cunha                                                                                         | 3:16    |  |
| 4.                                                   | "Sorte Grande"                                                   | Lourenço                                                                                               | 4:01    |  |
| 5.                                                   | "Não Quero Dinheiro (Só Quero Amar)"                             | Tim Maia                                                                                               | 4:07    |  |
| 6.                                                   | "Berimbau Metalizado"                                            | Doria Miro Almeida Duller                                                                              | 4:02    |  |
| 7.                                                   | "Flor do Reggae"                                                 | Sangalo Gigi Fabinho O’Brian                                                                           | 5:33    |  |
| 8.                                                   | "Não Vou Ficar" (com participação de Samuel Rosa)                | Maia                                                                                                   | 4:55    |  |
| 9.                                                   | "Ilumina"                                                        | Edu Casanova Jorge Papapá Sérgio Passos                                                                | 5:19    |  |
| 10.                                                  | "Não Me Conte Seus Problemas"                                    | Sangalo Camila San Galo                                                                                | 5:06    |  |
| 11.                                                  | "Não Precisa Mudar" (com participação de Saulo Fernandes)        | Gigi Fernandes                                                                                         | 4:23    |  |
| 12.                                                  | "Corazón partío" (com participação de Alejandro Sanz)            | Alejandro Sanz                                                                                         | 5:18    |  |
| 13.                                                  | "Sá Marina"                                                      | Antônio Adolfo Tibério Gaspar                                                                          | 3:52    |  |
| 14.                                                  | "A Galera"                                                       | Augusto Conceição Fábio Alcântara Elivandro Cuca Rayala Samir Trindade                                 | 3:41    |  |
| 15.                                                  | "Dengo de Amor"                                                  | Sangalo Ramón Cruz                                                                                     | 3:38    |  |
| 16.                                                  | "Citação: É Difícil / Chorando Se Foi / Preta"                   | Ulises Hermosa Gonzalo Hermosa Chico de Oliveira Márcia Freire (versão) José Ari (versão) Beto Barbosa | 4:23    |  |
| 17.                                                  | "Céu da Boca"                                                    | Reinaldo Marcell                                                                                       | 5:40    |  |
| 18.                                                  | "Bota Pra Ferver" (com participação de Durval Lelys)             | Durval Lelys                                                                                           | 5:05    |  |
| 19.                                                  | "Quando a Chuva Passar"                                          | Cruz                                                                                                   | 5:27    |  |
| 20.                                                  | "Se Eu Não Te Amasse Tanto Assim / Eu Sei Que Vou Te Amar"       | Herbert Vianna Paulo Sérgio Valle Tom Jobim Vinicius de Moraes                                         | 6:58    |  |
| 21.                                                  | "Deixo"                                                          | Sergio Passos Jorge Papapá                                                                             | 6:49    |  |
| 22.                                                  | "Nosso Sonho / Conquista / Poder" (com participação de Buchecha) | Buchecha Sangalo Gigi Radamés Venâncio                                                                 | 8:56    |  |
| 23.                                                  | "País Tropical / Arerê / Taj Mahal"                              | Jorge Ben Gilson Babilonia Alain Tavares                                                               | 4:57    |  |
| 24.                                                  | "Completo" (Créditos finais)                                     | Sangalo Gigi                                                                                           | 3:52    |  |
| 25.                                                  | "Mega Beijo" (Improviso para os fãs)                             | Lourenço                                                                                               | 4:12    |  |
| 26.                                                  | "Dunas" (Videoclipe em estúdio com Rosa Passos)                  | Fernando de Oliveira Rosa Passos                                                                       | 4:08    |  |
| 27.                                                  | "Making Of" (Diário de Bordo)                                    | | 39:23   |  |
| 28.                                                  | "Meus Convidados"                                                | | 4:28    |  |
| Duração total:                                       | Duração total:                                                   | Duração total:                                                                                         | 1:10:00 |  |

| Multishow ao Vivo: Ivete no Maracanã – Edição em EP |                                             |                                    |         |  |
| N.º                                                 | Título                                      | Compositor(es)                     | Duração |  |
| 1.                                                  | "Festa"                                     | Anderson Cunha                     | 3:18    |  |
| 2.                                                  | "Sorte Grande"                              | Lourenço                           | 4:00    |  |
| 3.                                                  | "Flor do Reggae"                            | Ivete Sangalo Gigi Fabinho O’Brian | 4:41    |  |
| 4.                                                  | "Sá Marina"                                 | Antônio Adolfo Tibério Gaspar      | 3:45    |  |
| 5.                                                  | "Céu da Boca"                               | Reinaldo Marcell                   | 4:28    |  |
| 6.                                                  | "Se Eu Não Te Amasse Tanto Assim"           | Herbert Vianna Paulo Sérgio Valle  | 3:49    |  |
| 7.                                                  | "Eu Sei que Vou Te Amar"                    | Tom Jobim Vinicius de Moraes       | 2:28    |  |
| 8.                                                  | "Mega Beijo"                                | Lourenço                           | 3:52    |  |
| 9.                                                  | "Dunas" (com a participação de Rosa Passos) | Fernando de Oliveira Rosa Passos   | 4:05    |  |
| Duração total:                                      | Duração total:                              | Duração total:                     | 32:66   |  |

## Créditos
Todo o processo de elaboração de Multishow ao Vivo: Ivete no Maracanã atribui os seguintes créditos:
Gestão
| - Pagana Carvalho: produção executiva - Eduardo Secco: produção executiva - Floriano Mattos: produção executiva - Olivier Ridissér: produção executiva - Ricardo Martins: direção executiva - Sonopress: impressão - Universal Music: gravadora, proprietária de direitos autorais/direitos autorais fonográficos | - Universal Music Distribution: distribuição nacional/internacional - Caco de Telha: licenciamento - Santiago Ferraz: equipe Universal Music - Marcelo Ferraz: equipe Universal Music - Carlito: equipe Universal Music - Daniel Silveira: gerência artística |

Locais de gravação
- Estádio do Maracanã (Rio de Janeiro, Rio de Janeiro)
- Estúdio Minna (Salvador, Bahia)
- Estúdio Ar (Rio de Janeiro, Rio de Janeiro)

Visuais e imagem
| - Ivete Sangalo: direção artística - Joana Mazzucchelli: direção de vídeo - Alexandre Lins: direção de áudio | - Max Pierre: direção artística - Rafael Dragaud: direção artística - Wilson Cunha: direção geral (Multishow) |

Capa
| - Gê Alves Pinto: direção de arte - Flávia Oliveira: design - Marcos Hermes: fotografia | - Nino Andrés: fotografia - Michel Canno: tratamento de imagens - Geysa Adnet: coordenação gráfica |

Produção
| - Radamés Venâncio: direção musical - Flávio Senna: gravação e mixagem - Carlos Freitas: masterização - Gabi Som: unidade móvel de gravação | - Beto Neves: gravação adicional e mixagem (faixa 17) - Alexandre Lins: mixagem (faixa 17) - Marcelo Saboia: gravação (faixa 17) |

Instrumentação
| - Ivete Sangalo: vocal principal - Alexandre Lins: produção - Joana Mazzucchelli: produção musical - Gigi: baixo elétrico - Juninho Costa: guitarra elétrica - Toinho Batera: bateria - Radamés Venâncio: teclado e piano - Cara de Cobra: percussão | - Márcio Brasil: percussão - Fabinho O'Brian: percussão - Gustavo de Dalva: percussão - Letieres Leite: sax-tenor e flauta - Ferreirinha: trombone - Gilberto Santos Junior: trompete - Tito Bahiense, Danilo Black e Patrícia Sampaio: vocal de apoio |

## Desempenho comercial
Multishow ao Vivo: Ivete no Maracanã é descrito por jornalistas como um sucesso comercial, devido às altas vendagens mesmo em uma década difícil para o mercado brasileiro, por conta, especialmente, da pirataria. Em maio de 2007, segundo a Folha de S.Paulo, o trabalho já tinha vendido cerca de 220 mil cópias, somando as versões em CD e DVD, números considerados "muito bons" pela indústria. O projeto foi líder de vendas na semana de 2 a 8 de maio, mantendo o posto no período entre 6 e 12 de junho de 2007, segundo dados da Folha com base na revista Sucesso. Até 2012, a versão em CD da obra já havia vendido cerca de 850 mil cópias; o DVD, por sua vez, mais de 1 milhão e 200 mil. A edição de áudio do trabalho foi a segunda mais comprada em todo o país em 2007, perdendo apenas para Minha Benção, de Padre Marcelo Rossi; no ano seguinte, foi a quinta mais adquirida. O projeto recebeu três certificações de platina e duas certificações de diamante pela Pro-Música Brasil (PMB), para seu DVD e seu CD, respectivamente.
Foi o DVD mais vendido do ano de 2007 e o segundo mais vendido de 2008, em todo o Brasil, além de tornar-se o disco de vídeo mais procurado da Universal em todo o mundo em 2007, superando Unplugged in New York, do Nirvana, que vendeu 172 mil cópias. Com esse feito, a gravadora voltou a ser a primeira colocada em vendas em território brasileiro, ultrapassando a sua principal concorrente, a Sony BMG. O feito também foi notado pelo jornal O Globo pelo alto número de compras, mesmo em um mercado há sete anos em queda sucessiva por conta dos efeitos da pirataria. Em Portugal, sua edição em áudio estreou em 16.º lugar, na décima-sétima semana de medição daquele ano, segundo dados da ACNielsen em parceria com a Associação Fonográfica Portuguesa (AFP). Em sua segunda semana de participação na tabela, atingiu a posição máxima de 10.º mais popular, mantendo-se na colocação durante o período seguinte. No total, passou quinze semanas no compilado, tendo a 30.ª como sua menor posição; a versão em vídeo, por sua vez, alcançou o cume no ranking de DVDs. Mais tarde, a AFP concedeu um certificado de platina ao trabalho, reconhecendo dez mil cópias adquiridas na nação. Estimasse que, quando somados sua edição em CD e DVD, Ivete no Maracanã vendeu mais de 2 milhões de cópias no total.
| País — Tabela musical (2007)                     | Posição de pico |
| ------------------------------------------------ | --------------- |
| Brasil (Sucesso)                                 | 1               |
| Portugal (Associação Fonográfica Portuguesa)     | 10              |
| Portugal (Associação Fonográfica Portuguesa) DVD | 1               |

| País — Tabela musical (2007)   | Posição |
| ------------------------------ | ------- |
| Brasil (Pro-Música Brasil)     | 2       |
| Brasil (Pro-Música Brasil) DVD | 1       |
| País — Tabela musical (2008)   | Posição |
| Brasil (Pro-Música Brasil)     | 5       |
| Brasil (Pro-Música Brasil) DVD | 2       |

| Região                                         | Certificação | Unidades/Vendas |
| ---------------------------------------------- | ------------ | --------------- |
| Brasil (Pro-Música Brasil)                     | 3× Platina   | 850 000         |
| Brasil (Pro-Música Brasil) DVD                 | 2× Diamante  | 1 200 000       |
| Portugal (AFP) DVD                             | Platina      | 10 000^         |
| ^distribuições baseadas apenas na certificação |              |                 |